# 緹岸

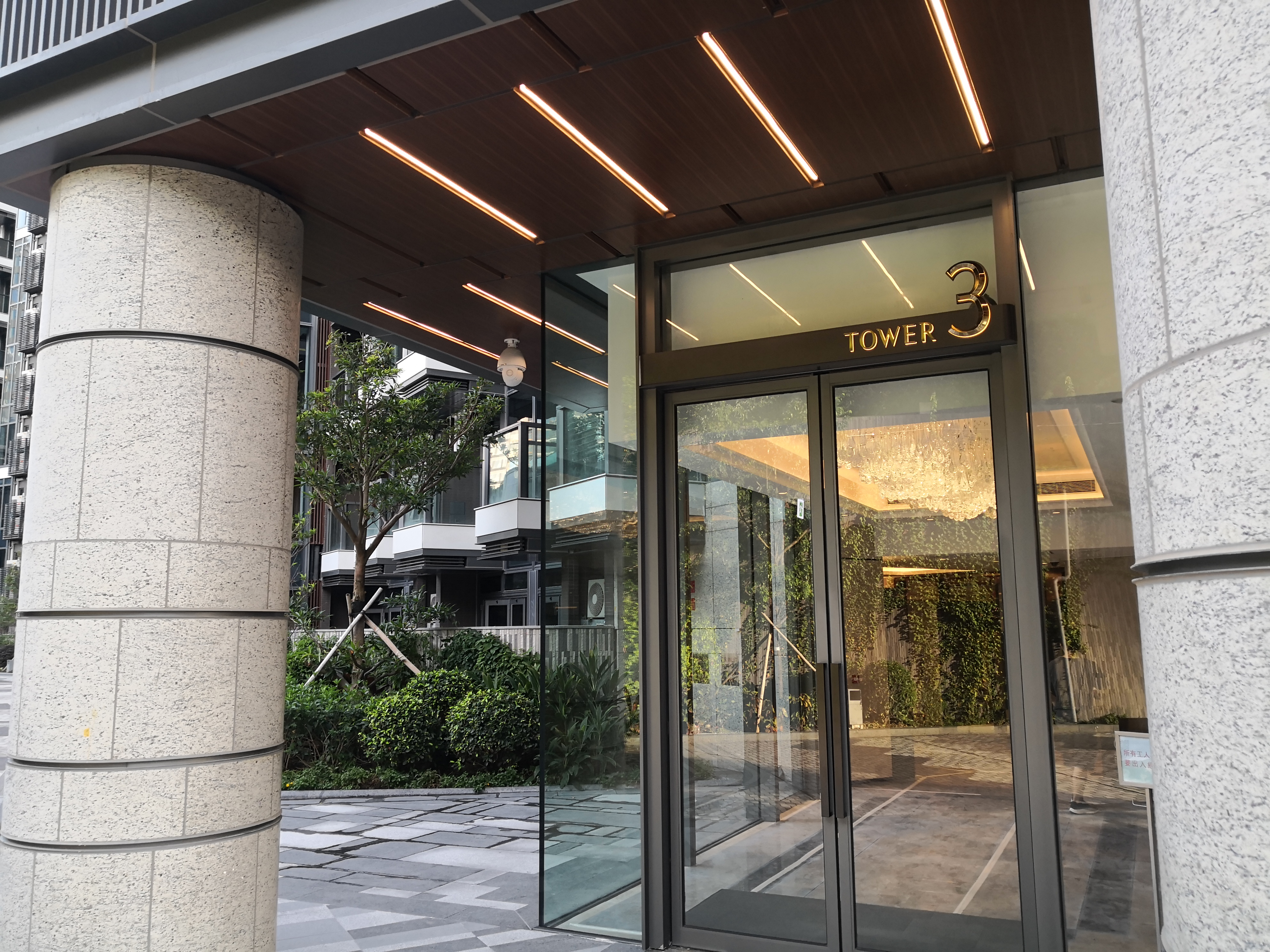
珺瓏灣Tower 3

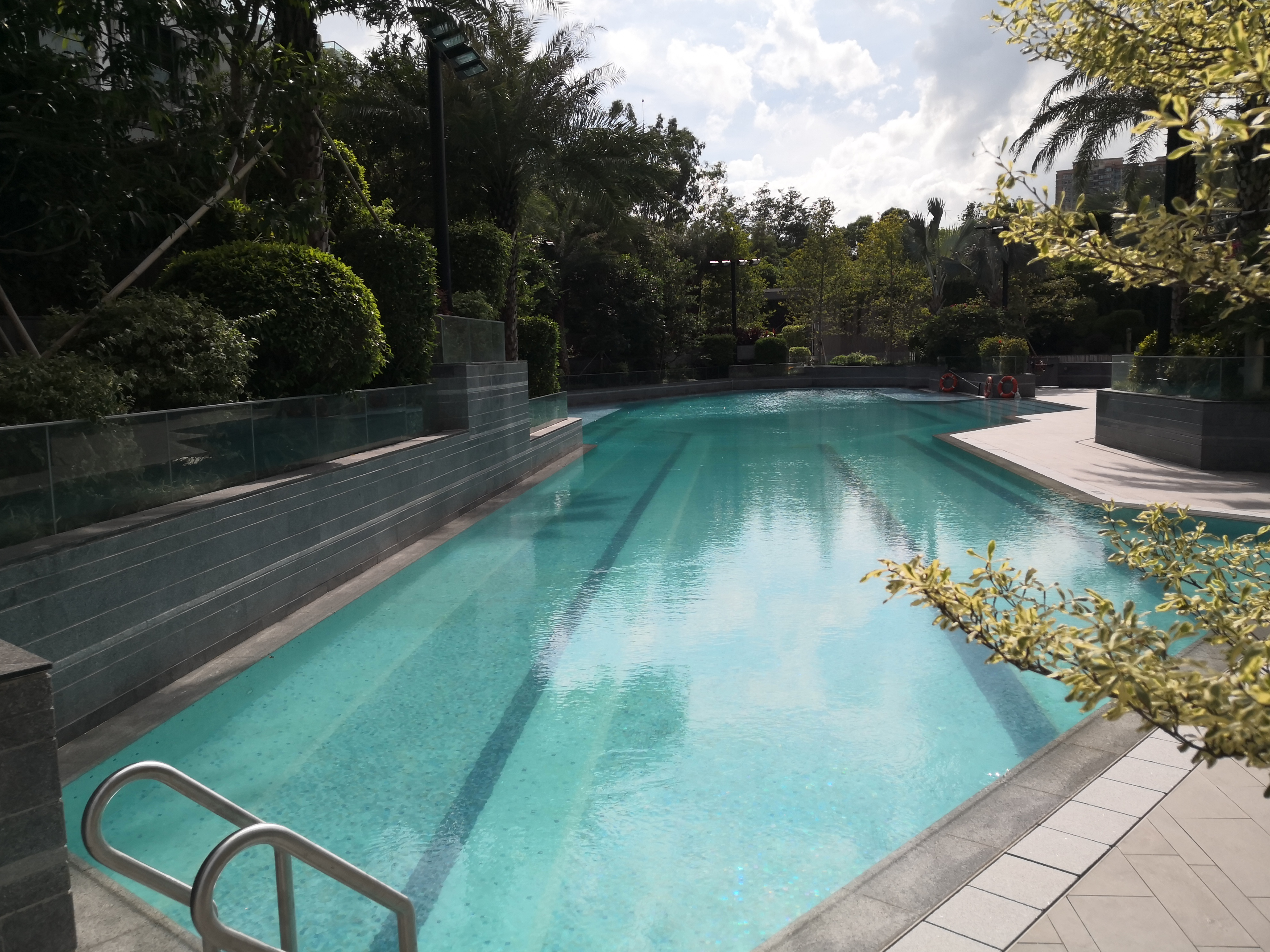
屋苑戶外泳池

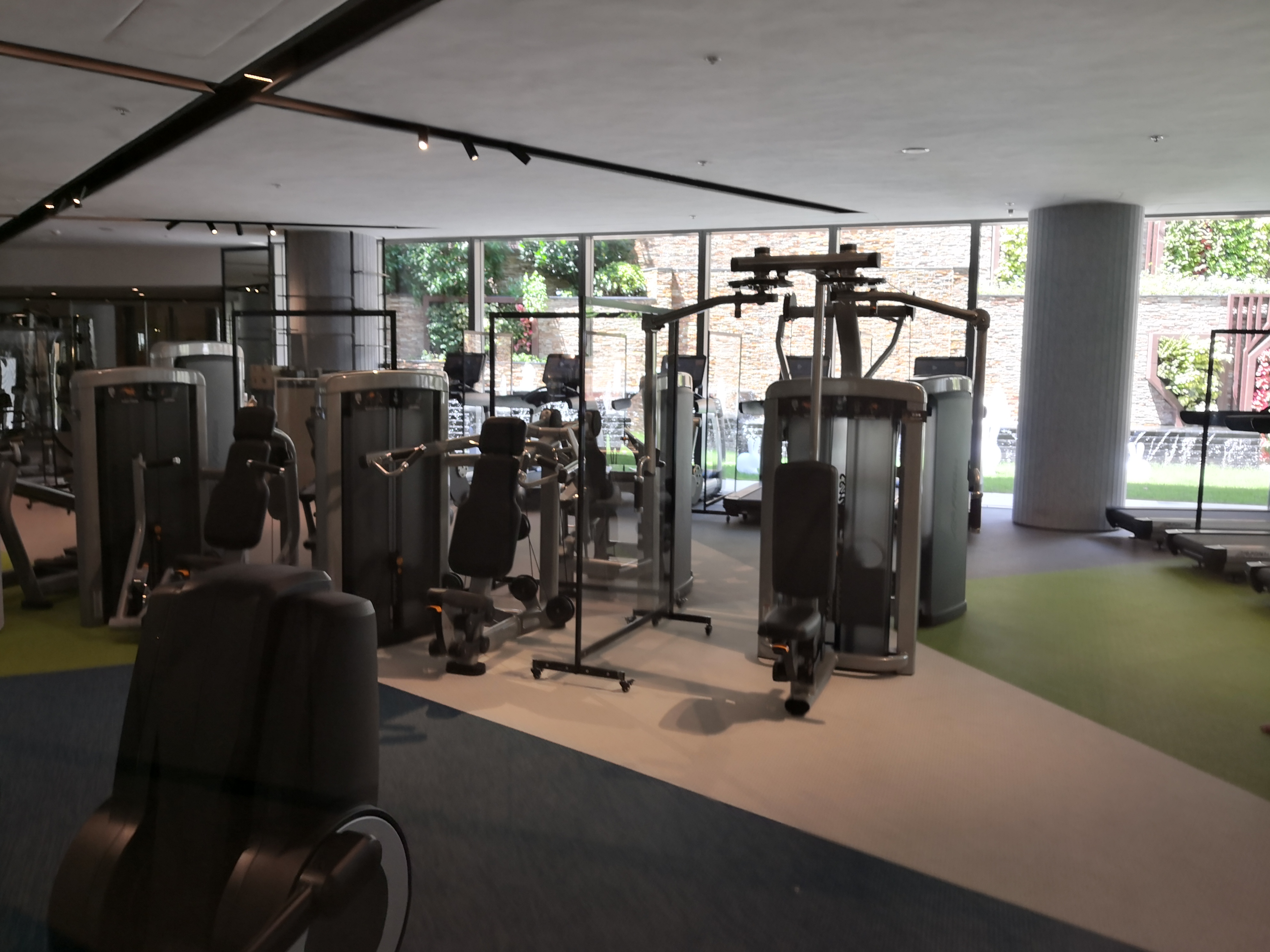
會所健身室

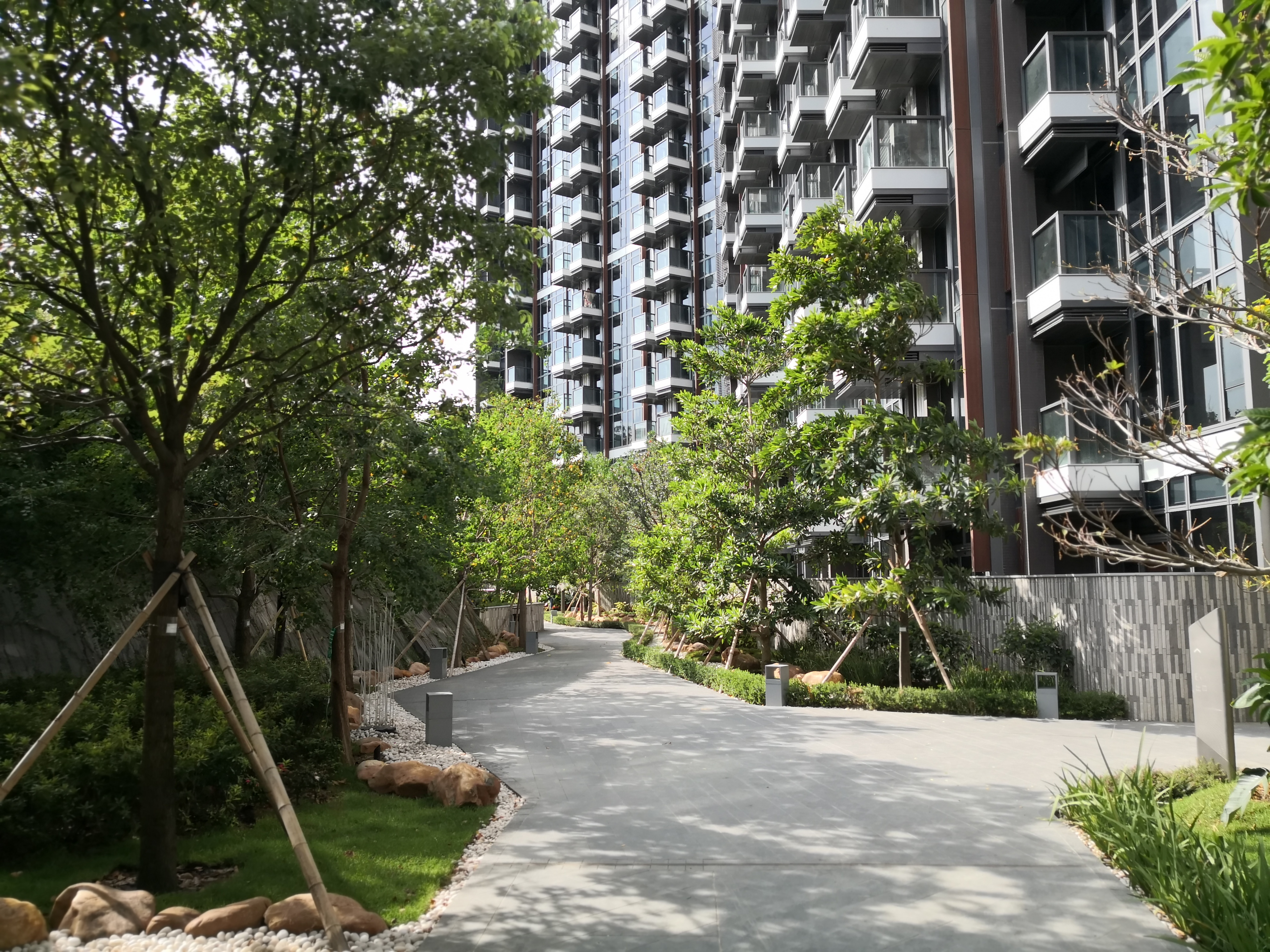
後花園小徑

緹岸（英語：Ocean Camino），前稱恆大·珺瓏灣（英語：Emerald Bay），位於香港新界屯門青山公路掃管笏段管翠路8號的低密度私人住宅。
該地段於二零一五年六月由恒基地產以36.289億港元投得屯門第56區管翠路住宅用地，及在二零一八年一月恒大集團以65億港元每呎樓面約8,300元，向恒基地產收購福彩發展有限公司持有該管翠路住宅用地，並於二零一九年中獲屋宇署批出動工紙，並由呂元祥建築師事務所設計，興建由4幢樓高19至20層高的住宅樓宇及22幢3層高的洋房，提供約1,982伙住宅單位，這項目也是恒大集團首度進軍香港市場興建之住宅項目，項目第一期在二零一九年十月開售，第二期在二零二零年二月期間開售，展銷中心及示範單位設於灣仔中國恒大中心，管理公司為升裕物業管理有限公司。
珺瓏灣一期與二期已分別於二零二一年五月及九月竣工並入伙。

## 屋苑

### 洋房
珺瓏灣設有22幢洋房，分別為A1至A12及B1至B12 （不設A4及B4洋房號），實用面積由2,260平方呎至2,420平方呎，（而實用面積未包括洋房內之私家花園、地庫雙車位、平台、天台及天台梯屋等面積），如包括等面積內會由3,780平方呎至4,582平方呎，間隔為（4房連3套房、化妝間、衣帽間、工作間連洗手間、地庫雙車位）及（5房連3套房、化妝間、衣帽間、工作間連洗手間、地庫雙車位）兩種圖則間隔，4房3套房間隔為19幢，5房3套房間隔為3幢。

### 第一期
第一期為兩幢設有4個座數樓高19至20層的住宅樓宇組成，分別為1座、1A座及2座、2A座，提供732伙單位，實用面積由202平方呎至800平方呎，（而實用面積未包括部分設有私家花園或特式天台及天台梯屋等面積），如包括等面積內會由223平方呎至1,527平方呎，間隔為開放式、1房、1房連套房、2房、2房連儲物室、3房連套房及儲物室。

### 第二期
第二期為兩幢同樣設4個座數樓高20層住宅樓宇組成，分別為3座、3A座及5座、5A座，（同樣不設4座及4A座號）提供1228伙單位，實用面積由202平方呎至475平方呎，（而實用面積未包括部分設有私家花園等面積），如包括等面積內會由222平方呎至800平方呎，間隔為開放式、1房、1房連套房、2房及2房連儲物室。二期5座及3A座是全個屋苑唯一有開放式海景單位的座號及二期兩幢都是在屋苑的內端。
而所有單位交樓時，客飯廳裝有美化天花附設射燈連燈帶並設有特色吊燈，部分單位設有防霉防潮牆紙與背景牆及電動窗簾系統，而部分1房單位配置有多用途入牆櫃，部分2房及3房單位亦會額外裝有衣櫃，所有單位亦引入Carrot Home智能家居系統，住戶可以手機應用程式控制照明系統和自動窗簾等功能。
2021年7月21日，有傳個別銀行停止處理恆大‧珺瓏灣和恆大‧睿峰的樓花按揭申請，現樓則不受影響，惟三天後在金管局表達關注下各銀行已回復接受其樓花按揭申請。

## 設施
住客會所名為：珺悅薈（英文：Emerald Club），設於2座與2A座的地下、1樓及地庫，樓高兩層佔地3.89萬平方呎，會所內設有25米室內恆溫游泳、按摩池、宴會廳「珺悅廳」、童悅天地、悅讀廊、健身室和高科技VR健身器ICAROS PRO等設施，室外設有50米戶外泳池。而住戶可使用手機應用程式預約會所服務、住戶代購服務、預約日常家居服務及商務居家共用服務等。
屋苑入口設有長達百多米之櫻花大道，屋苑內佔地8萬多平方呎花園或遊樂設施及多個主題園林區域，地庫設有停車場提供住戶及訪客使用。

## 升降機服務
所有樓宇均採用OTIS製升降機，除了洋房之外每座住宅樓宇有四台升降機可達所有樓層。

## 交通
不包括洋房內44個車位、訪客車、電單車及上落貨車位等，住宅車位157個提供1及2期住戶使用。
屯門至赤鱲角連接路，連接香港國際機場及港珠澳大橋。

## 鄰近
- NAPA
- 上源Le Pont
- 星堤
- OMA OMA
- 滿名山
- 香港黃金海岸
- 加多利灣
- 青山灣
- 青山公路 - 掃管笏段
- 珠海學院
- 哈羅香港國際學校
- 博愛醫院歷屆總理聯誼會鄭任安夫人千禧小學（页面存档备份，存于）

## 外部鏈結
- 恆大·珺瓏灣一期（页面存档备份，存于）
- 恆大·珺瓏灣二期（页面存档备份，存于）